# Neurois nigroviridis
Neurois nigroviridis là một loài bướm đêm trong họ Noctuidae.